# Viscainoa pinnata
Viscainoa es un género monotípico de plantas fanerógamas perteneciente a la familia Zygophyllaceae, su única especie: Viscainoa pinnata, es originaria de México.

## Taxonomía
Viscainoa pinnata fue descrita por (I.M.Johnst.) Gentry y publicado en Madroño 5: 161. 1940.